# Ayan Thiruvaleeswaram
Ayan Thiruvaleeswaram oder nur Thiruvaleeswaram ist ein etwa 2.100 Einwohner zählendes Dorf im südindischen Bundesstaat Tamil Nadu.

## Lage
Ayan Thiruvaleeswaram liegt in einer Höhe von knapp 70 m ü. d. M. und rund 50 Kilometer Fahrtstrecke westlich der Distriktshauptstadt Tirunelveli. Das Klima ist tropisch warm; Regen fällt hauptsächlich in den Monsunmonaten Oktober bis Dezember.
Etwas abseits des Dorfes befindet sich ein Tempel aus der frühen Chola-Zeit (um 900).

## Bevölkerung
Die Einwohner des Ortes sind ganz überwiegend Hindus; andere Glaubensgemeinschaften spielen unter der Landbevölkerung Südindiens kaum eine Rolle. Der weibliche Bevölkerungsanteil ist etwa drei Prozent niedriger als der männliche.

## Geschichte
Mit Unterbrechungen vor allem durch die Chola herrschten in der Region seit dem Frühmittelalter die Dynastien der Pandyas (Hauptstadt Madurai) und der Pallavas (Hauptstadt Kanchipuram), die jedoch die tatsächliche Macht oft an regionale Vasallen delegierten. Im 14. Jahrhundert okkupierten muslimische Herrscher kurzzeitig die Macht, die dann auf das hinduistische Vijayanagar-Reich überging, das seinerseits den Nawabs von Karnatik (ca. 1690–1801) Platz machen musste. Zwischenzeitlich stritten sich jedoch Briten und Franzosen in den Karnatischen Kriegen (1744–1763) um die Vorherrschaft in der Region.

## Wirtschaft
Im Umland des Dorfes wird Feldwirtschaft und auch etwas Viehzucht (Rinder, Hühner) betrieben; im Ort selbst gibt es Kleinhändler, Handwerker und Tagelöhner.

## Sehenswürdigkeiten

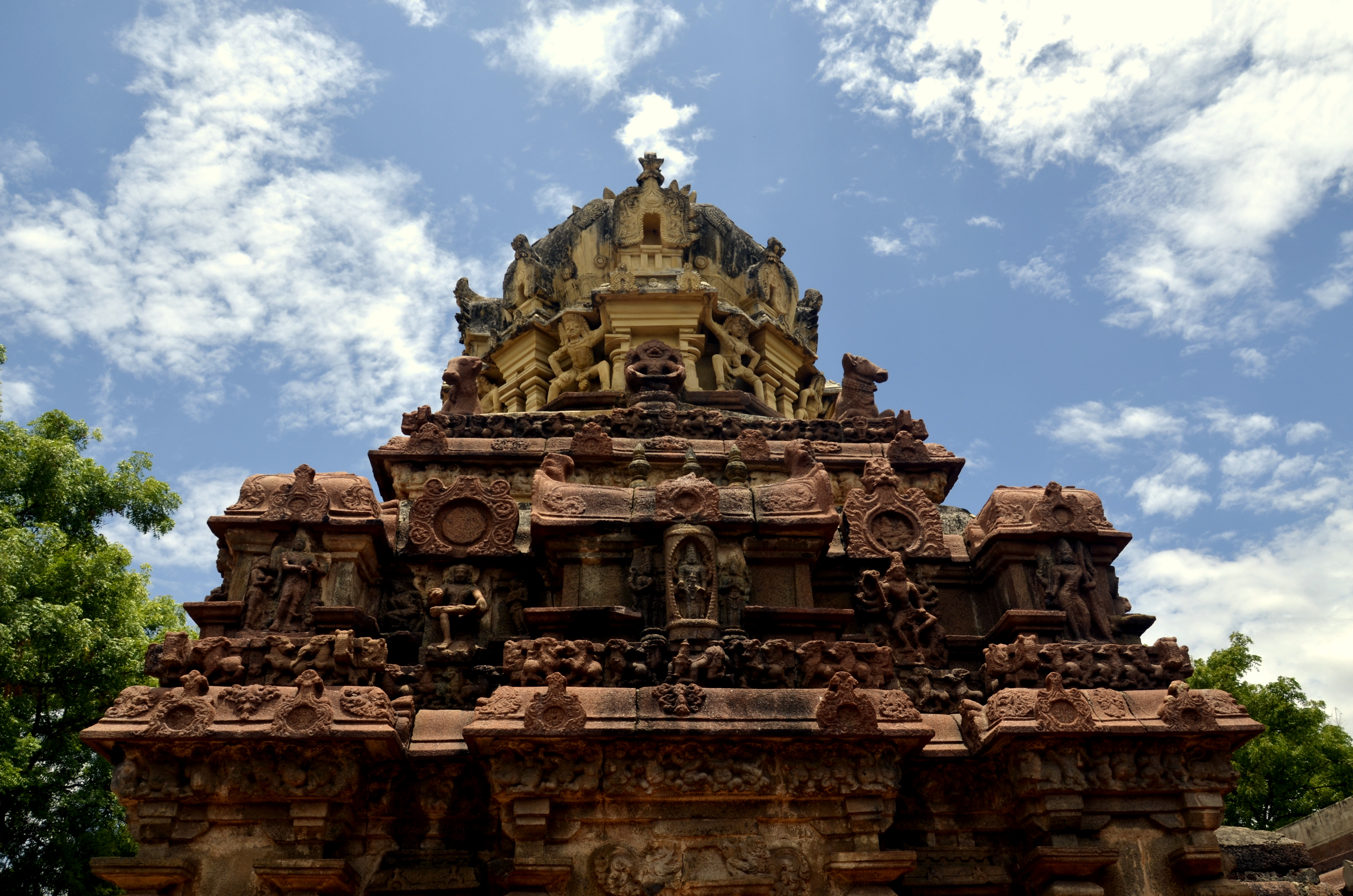
Dachaufbau des Valisvara-Tempels

Bedeutendste Sehenswürdigkeit des Ortes ist der ca. 1 km südwestlich stehende und dem Gott Shiva geweihte Valisvara-Tempel. Er wurde um oder kurz nach 900 erbaut und gilt als eines der schönsten (erhaltenen) Beispiele der frühen Chola-Architektur. Er besteht aus zwei Bauteilen – einer großen flachgedeckten und im Ganzen eher schmucklosen Vorhalle (mandapa) und einer Cella (garbhagriha) mit einem mehrfach gestuften und reichgestalteten Dachaufbau (vimana), zu dem Architekturelemente (Scheingebäude, Blendfenster) ebenso gehören wie zahlreiche Figuren (Götter, Wächter, Nandis und andere Tierreliefs).